# Velika loža Hamburga
Velika loža Hamburga (njem. Große Loge von Hamburg) bila je jedna od osam regularnih slobodnozidarskih velikih loža koje su djelovale u Njemačkoj (Njemačko Carstvo i Weimarska Republika) do 1935. godine. Osnovana je 1811. u Hamburgu, a u trenutku osnutka činilo ju je pet loža. Za razliku od drugih njemačkih velikih loža, Velika loža Hamburga 1935. nije prekinula svoj rad pod pritiskom nacističkog režima. Umjesto toga, premjestila je svoje sjedište u egzil – u grad Valparaíso u Čileu – gdje je nastavila s radom. Nakon završetka Drugog svjetskog rata, bila je aktivno uključena u obnovu slobodnog zidarstva u Zapadnoj Njemačkoj, sudjelujući u simboličkom činu "ponovnog unošenja svjetla" u Ujedinjenu veliku ložu Njemačke.

## Povijest
Hamburg je sjedište najstarije masonske lože u na području današnje Njemačke – "Abšalom do tri koprive" (Loge Absalom zu den drei Nesseln), osnovane 1737. godine. Već 1733. godine veliki majstor prve Velike lože Engleske, grof od Strathmorea i Kinghornea, izdao je povelju (br. 124) za osnivanje lože "jedanaestorici njemačke gospode" u Londonu, ali nema pouzdanih dokaza o tome što su oni nakon toga učinili u Hamburgu.
Najstariji dokumentirani osnutak lože datira iz 6. prosinca 1737. Tada je, na francuskom jeziku, zabilježeno osnivanje ivanovske loža, još bez službenog imena, pod nazivom Društvo prihvaćenih slobodnih zidara Grada Hamburga (fran. Société des Acceptés Maçons Libres de la Ville d'Hambourg). Osnivači su bili Charles Sarry (kasnije kraljevski pruski savjetnik i kovničar novca), barun Georg Wilhelm Ludwig von Oberg, kirurg Peter Carpser, diplomat Peter Stüven i trgovac Johann Daniel Krafft. Prvi starješina bio je barun von Oberg, koji je 1738. kao vođa delegacije u Braunschweigu primio u slobodno zidarstvo tadašnjeg prijestolonasljednika Fridrika, kasnijeg pruskog kralja Fridrika II. Velikog.
Godine 1740., pod okriljem Velike lože Engleske, osnovana je Pokrajinska velika loža Hamburga i Donje Saske (Provinzial-Großloge von Hamburg und Niedersachsen), a njezin prvi pokrajinski veliki majstor bio je Luttmann (ili Lüttmann), tadašnji starješina Hamburške lože. Ova je loža godine 1743. je preuzela naziv Abšalom.
Dana 3. siječnja 1765. pokrajinski veliki majstor Gottfried Jacob Jänisch raskida sve veze s Velikom ložom Engleske, raspušta sve lože u svojoj nadležnosti, napušta dužnost i prihvaća sustav Stroge Striktne opservancije. U tom kontekstu ponovno su osnovane matična Loža "Abšalom do tri koprive" te Loža "Sv. Juraj do ozelenjele smreke" (Loge St. Georg zur grünenden Fichte). Međutim, novi sustav nije naišao na širu prihvaćenost, pa su lože gotovo potpuno prestale s radom između 1767. i 1773. Nakon što je na konventu u Wilhelmsbadu 1782. proglašen kraj sustava Striktne opservancije, Hamburg se vratio izvornim principima slobodnog zidarstva i odbacio sve viteške sustave. Uskoro je ponovno aktivirana i engleska Pokrajinska velika loža pod vodstvom kapetana von Gräfea.
Nakon loža "Abšalom..." i "Sv. Juraj...", do 1811. godine osnovane su još tri. Loža "Emanuel do Svibanjskog cvijeta" (Loge Emanuel zur Maienblume) osnovana je u lipnju 1774. godine. Dvije godine kasnije, 1776., osnovana je Loža "Ferdinande Caroline do triju zvijezda" (Loge Ferdinande Caroline zu den drei Sternen). Godine 1787. osnovana je Loža "Ferdinand do stijene" (Loge Ferdinand zum Felsen).
Ključni poticaj za daljnji razvoj hamburškog slobodnog zidarstva dao je Friedrich Ludwig Schröder, reformator obreda, koji je do 1800. izradio cjelovitu reviziju starih engleskih obreda i konstitucije Pokrajinske velike lože. Već 1808. Schröder je predložio prekid s Velikom ložom Engleske, a njegova je ideja dobila na snazi tijekom francuske okupacije Hamburga. Kako bi se izbjegla podložnost Velikom orijentu Francuske, odlučeno je 4. veljače 1811. da se osnuje samostalna i suverena Velika loža Hamburga. Prvi veliki majstor bio je tajnik katedralnog kaptola Johann Philipp Beckmann, a njega je od 1814. naslijedio upravo Schröder.
Velika loža Hamburga je 1910. godine u Beogradu, Kraljevina Srbija, osnovala Ložu "Šumadija".
Godine 1932. Velika loža Hamburga obuhvaćala je 56 loža s približno 5.000 članova.
U lipnju 1949. godine 18 loža koje su radile pod okriljem Velike lože Hamburga sudjelovalo je u osnivanju Ujedinjene velike lože Njemačke.